# Ландриано
Ландриано (итал. Landriano) — коммуна в Италии, находится в регионе Ломбардия, подчиняется административному центру Павия.
Население составляет 4145 человек, плотность населения составляет 276 чел./км². Занимает площадь 15 км². Почтовый индекс — 27015. Телефонный код — 0382.
Покровителем коммуны почитается святой Виктор, празднование 8 мая.